# Аркебуз
Аркебуз (на холандски Haakbus; на френски Arquebuse) е старинно огнестрелно оръжие, широко използвано между XV и XVII век. Аркебузът е по-малък в сравнение със Средновековните барутни оръжия и е по-компактен. Съществувала е и тежка разновидност на оръжието, която е била монтирана на каруца. Мускетът и пушката са по-съвременни негови разновидности.

## Произход на наименованието
Думата arquebuse произлиза от старофренското haquebute, означаващо „вила“. Това се дължи на формата на поставката при първите аркебузи – наподобяваща вила за сено. От своя страна френското наименование произлиза от немското наименование: Hakenbüchse, думата Haken означава на немски „кука“, т.е. куката в предната долна част на цевта, която се е захващала на ръка на крепостна стена или греда и така отнемала при изстрел отката на аркебуза.

## Описание
Ранните аркебузи са тежали между 5 и 9 килограма, което прави стрелбата невъзможна без специалната поставка. По-късните варианти (появили се към 1550) са имали тегло от около 4 – 7 кг. Теглото на сачмите при тези модели е било около 25 г. С олекотяването на конструкцията става възможно пренасянето на рамо. Механизмът на стрелба е бил прост – в горната част на цевта, близо до приклада има малък отвор. Спусъкът в повечето случаи е метална S-образна пръчка, към чийто горен край е прикрепен бавногорящ фитил. При натискане на спусъка фитилът влиза в отвора и възпламенява селитрата или барута, като изстрелва сачмата. С времето механизмът на стрелба е усъвършенстван.

## Ефективност
Като всички останали огнестрелни оръжия от епохата на Ренесанса, аркебузът е с ограничена далекобойност – между 50 и 70 метра. Металните брони на войниците в повечето случаи са осигурявали достатъчна защита, но при изстрел от близко разстояние пробиването на бронята дори на конниците е било сигурно. Това налага промени в дизайна на металните плочи. С времето този вид защита се оказва безполезна.
Макар и изключително неточен в сравнение с всички видове лъкове и арбалети, аркебузът е бил в пъти по-мощен. Стрелбата е изисквала по-малко подготовка, а сачмите са достигали целта по-бързо от стрелите. Друго предимство на това оръжие е сравнително лесната му употреба – обучението на един аркебузер е изисквало много по-малко усилия, отколкото при стрелец с лък или арбалетчик.

## Употреба
През 40-те години на XVI век португалският военен Криштовао да Гама удържа победи в Етиопия с помощта най-вече на своите аркебузири. Мароканците побеждават в пъти по-многобройната войска на царство Сонгхай благодарение на това оръжие през 1590, което довежда и до унищожаване на царството от Мароко. През 1543 португалците донасят аркебуза в Япония, където той бързо става популярен сред различните кланове и владетели. До 1553 Япония разполага с най-много такива оръжия на глава от населението, а до 1600 година японците стават най-добрите майстори на аркебузи в света.